# Chissà perché
Chissà perché è un libro per ragazzi scritto da Andrea Valente.
Chissà perché è una raccolta di 53 racconti umoristici, accompagnati dai disegni dell'autore. Il libro è suddiviso in quattro sezioni: storie di chissà quando, di chissà cosa, di chissà chi e di chissà dove e le narrazioni affrontano temi tra i più disparati.
Il libro nasce dall'idea che qualsiasi oggetto, situazione, evento, può far nascere una domanda ed è proprio la curiosità la scintilla che accende le singole narrazioni, alla ricerca di una soluzione, sempre ironica e surreale, affrontando spesso gli argomenti da punti di vista inusitati.

## Edizioni
- Andrea Valente, Chissà perché, UAO, Gallucci, 2005,  p. 148, ISBN 88-88716-55-6.